# NGC 1380A
NGC 1380A is een lensvormig sterrenstelsel in het sterrenbeeld Oven. Het sterrenstelsel bevindt zich dicht bij NGC 1380 en NGC 1382.
NGC 1380 maakt deel uit van de kleine Fornaxcluster, die 58 sterrenstelsels bevat.

## Synoniemen
- PGC 13335
- ESO 358-33
- MCG -6-9-6
- FCC 177